# Sokolovna v Chlumci nad Cidlinou
Sokolovna v Chlumci nad Cidlinou je monumentální, stylově obtížně zařaditelnou budovou. Nachází se v centru města v Kozelkově ulici, v blízkosti Vlachovy vily.

## Historie
Projekt sokolovny byl vítězným návrhem soutěže uzavřené v říjnu 1927, vlastní stavba pak začala v dubnu 1928 na místě bývalé cihelny a dne 6. května 1928 byl oficiálně položen základní kámen. Budova byla slavnostně otevřena 28. října 1928.
V současnosti (2020) je objekt ve vlastnictví TJ Sokol Chlumec.

## Architektura
Budova je dílem architekta Josefa Izáka, který stavbu projektoval a poté i realizoval. Objekt se skládá z hlavní části čtvercového půdorysu (ta obsahuje restauraci a divadelní a taneční sál s galerií) a podélného zadního traktu (tělocvičny), který je s hlavní částí propojen spojovacím traktem.
Nápadnými prvky budovy jsou masivní novoklasicistní sloupový řád hlavního průčelí (kanelování "dórských" sloupů zaniklo při jedné z oprav fasády) a lukovitě prohnutý štít, který lze společně se sférickou střechou považovat za rysy secese. Sloupový řád je v méně nápadné podobě využit i na spojovacím traktu.
Tobiášková ve své bakalářské práci Architektura sokoloven ve východních Čechách v popisu fasády budovy uvádí: „Budova je přístupná trojosým vstupem nesoucím balkon, nad nímž v dalším patře vyčnívá římsa, opět vystřídaná trojicí oken a další římsou, která je potom zakončena monumentálním obloukovým štítem. Na sokolovně je uplatněn, pro zvýraznění její hodnoty, masivní novoklasicistní sloupový řád, pročleňující dominantní střední rizalit hlavního průčelí s lukovitě vyklenutým štítem.“ 
Průčelí je na vstupním schodišti doplněno dvěma secesními kandelábry.

## Galerie

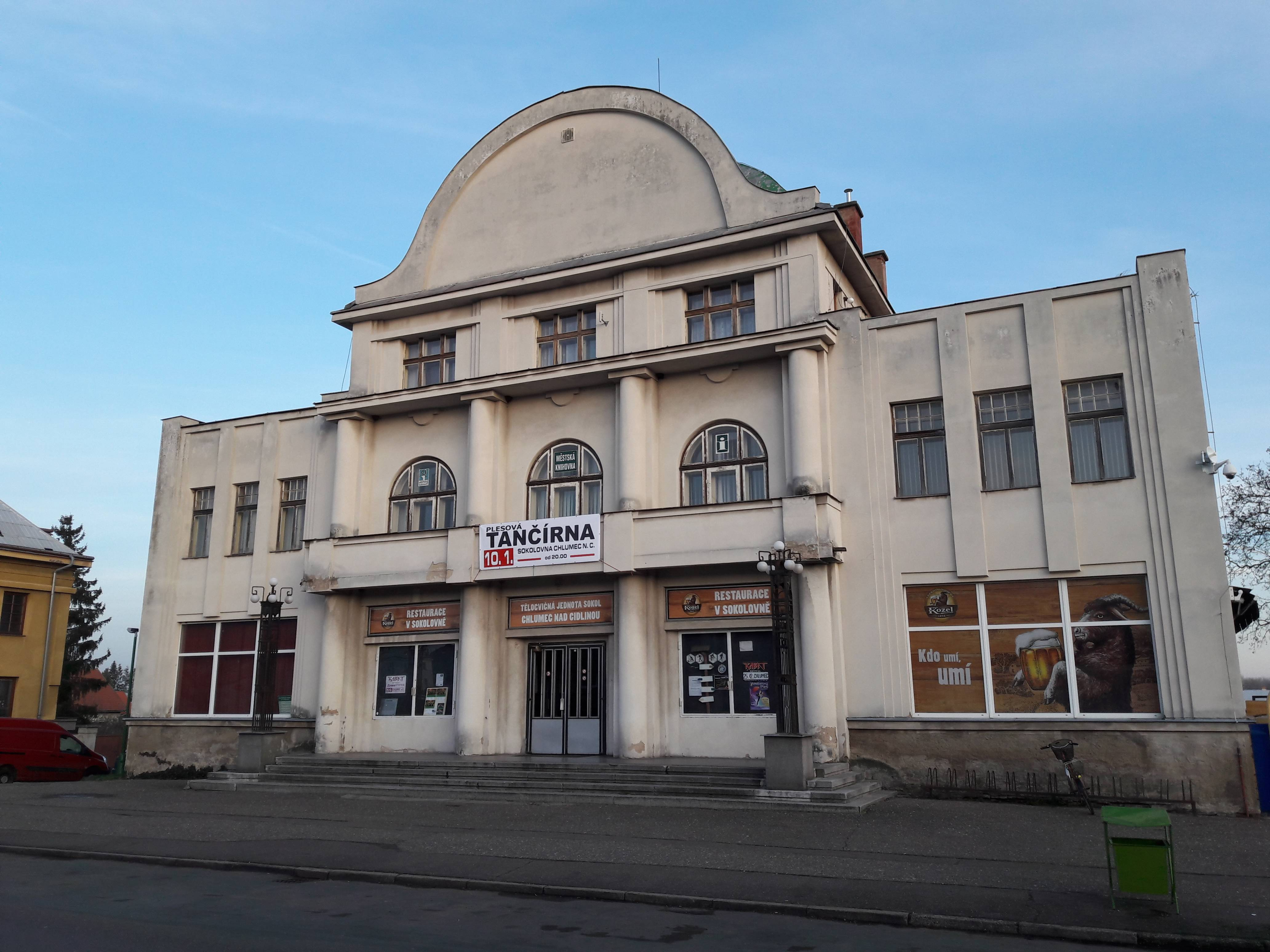
Pohled na průčelí
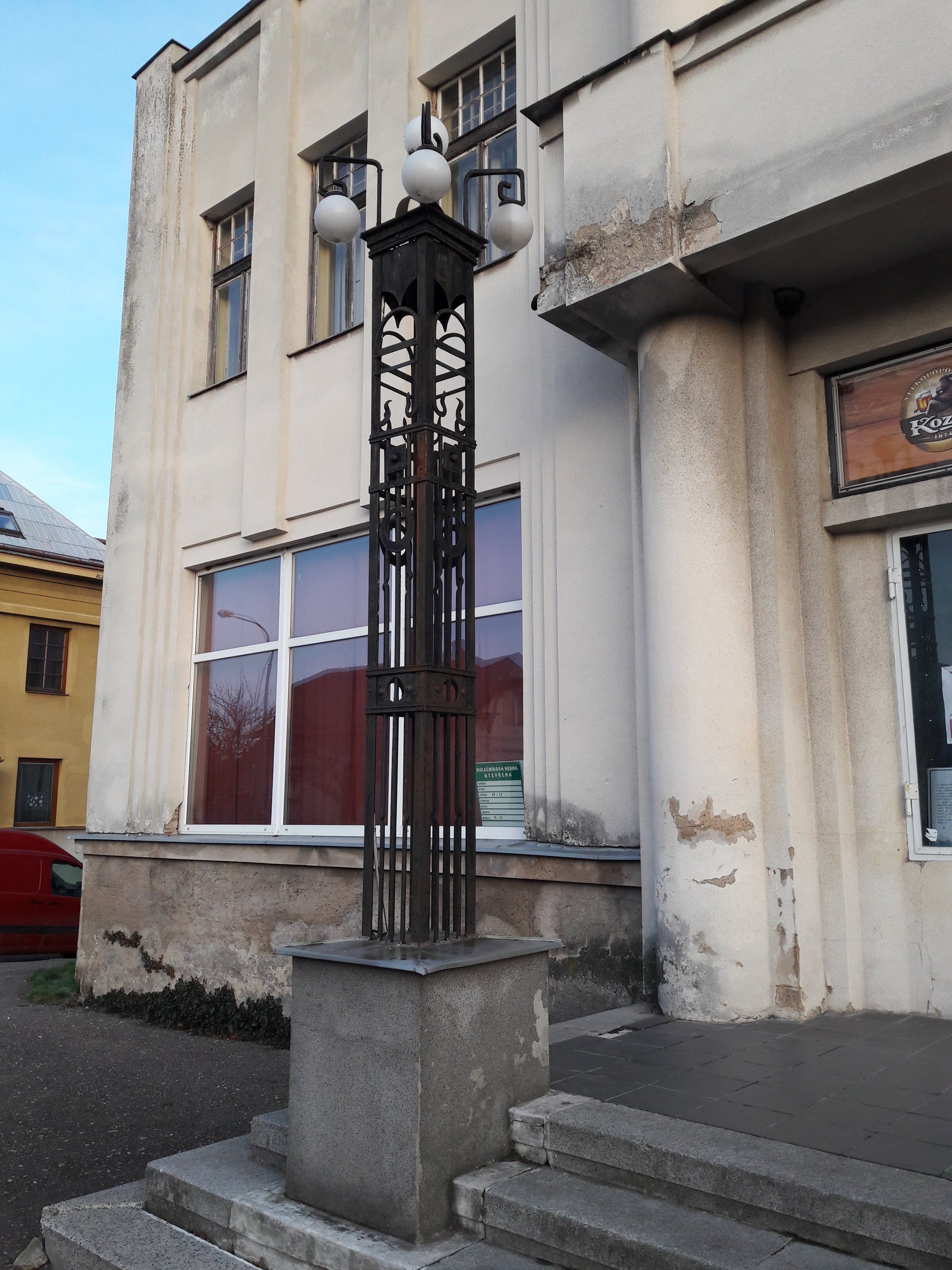
Secesní kandelábr